# وفاق القل
وفاق القل، المعروف باسم الوفاق الرياضي، هو نادي كرة قدم جزائري مقره في القل. تأسس عام 1923 وألوانه هي الأخضر والأبيض. الملعب الرسمي للفريق هو ملعب عمار بن جامع  الذي يتسع لـ 7000 متفرج. يلعب النادي حاليًا في القسم الجهوي الثاني -المجموعة 01-